# Tannermoor

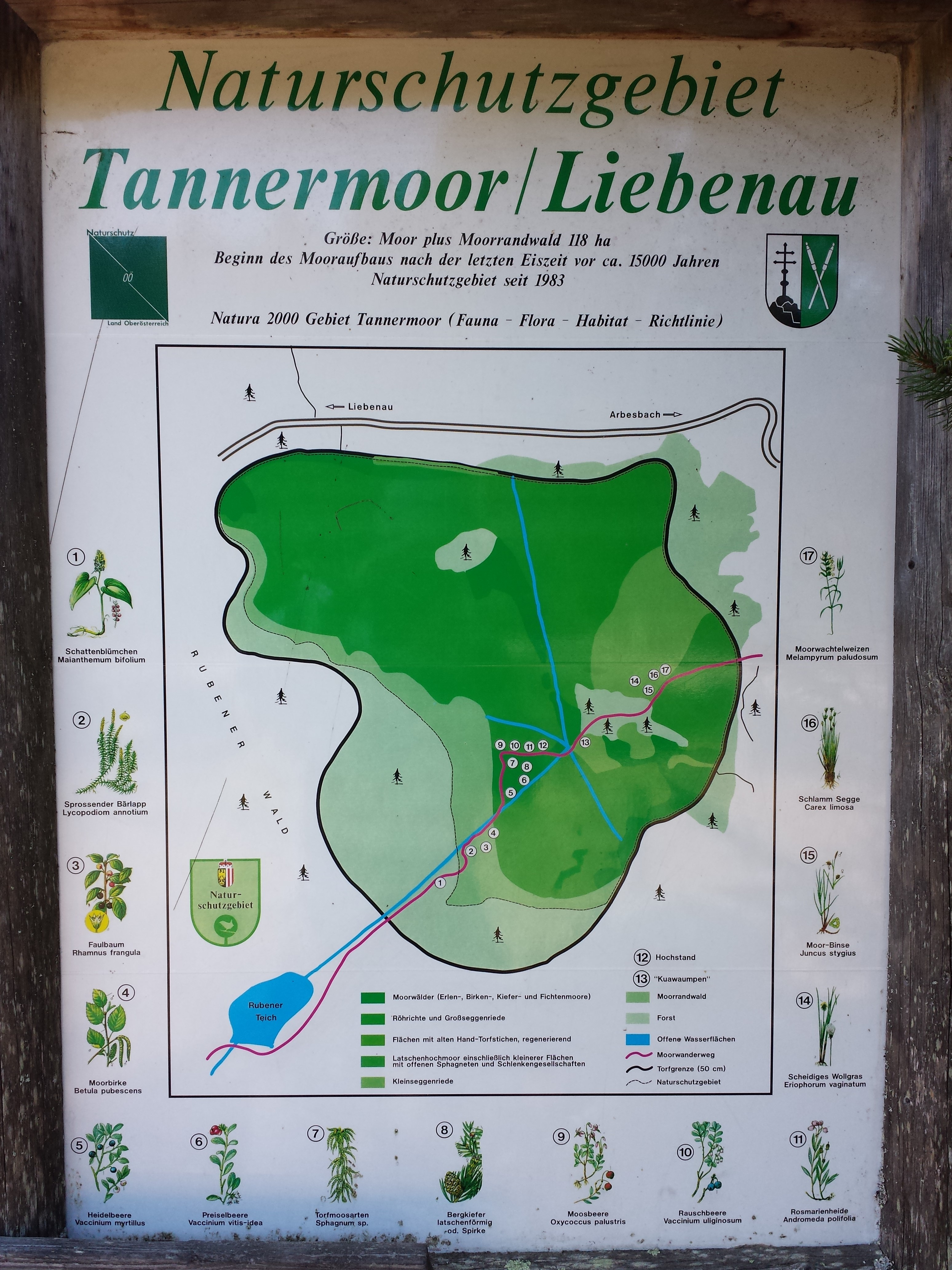
Informationstafel Tanner Moor

Das Naturschutzgebiet Tanner Moor mit der nationalen Schutzgebietsnummer n044 befindet sich in der Gemeinde Liebenau im Bezirk Freistadt in Oberösterreich. Die Schutzgebietsfläche wurde als ein Europaschutzgebiet nach der Richtlinie 92/43/EWG (Fauna-Flora-Habitat-Richtlinie) (kurz „FFH-Richtlinie“) für Österreich mit der Gebietsnummer AT3107000 im Februar 1995 bei der Europäischen Union vorgeschlagen und im Jahr 2001 deklariert. Die Schutzgebietsfläche wurde daneben als Europaschutzgebiet Wiesengebiete im Freiwald (AT3124000) im Rahmen der europäischen Vogelschutzrichtlinie deklariert.

## Lage
Das Naturschutzgebiet liegt im nordöstlichen Mühlviertel ungefähr 5 km südöstlich der Ortschaft Liebenau in einer Höhenlage von 900 Metern und weist eine leichte Neigung der Schutzgebietsfläche von Norden nach Süden auf. Östlich vom Moor befindet sich die Ortschaft Neustift, nordöstlich die Ortschaft Kienau und im Südwesten der Ort Geierschlag.

## Beschreibung
Das Tanner Moor wird mit einer Fläche von 124 ha als das größte Latschenhochmoor in Österreich bezeichnet und ist zu großen Teilen mit Kieferndickicht bewachsen. Es befindet sich abgeschieden in der Gemeinde Liebenau im nördlichsten Teil des unteren Mühlviertels auf einer Höhe von durchschnittlich 900 Metern. Es entstand nach der letzten Eiszeit vor rund 10.000 Jahren und wird ausschließlich durch Regenwasser gespeist.
In der Mitte der Schutzgebietsfläche befinden sich zwei bewaldete Felsinseln. Die Entwässerung des Moores erfolgt im Süden des Schutzgebietes über den Rogner Bach und dem künstlich aufgestauten Rubener Teich in die Naarn. Das Tanner Moor ist heute in Besitz des Hauses Sachsen-Coburg und Gotha und wird durch die Forstverwaltung Grein betreut.

### Lebensraumtypen
Nach der FFH-Richtlinie wurden die folgenden Lebensraumtypen von europaweiter Bedeutung (LRT) des Anhang I klassifiziert. Die zu schützenden Lebensraumtypen sind: Noch renaturierungsfähige degradierte Hochmoore (Code 7120) mit einer Gebietsfläche von 76,9 ha, Moorwälder (91D0) mit einer Gebietsfläche von 35,6 ha und Montane bis alpine bodensaure Fichtenwälder (Vaccinio-Piceetea) (9410) mit einer Gebietsfläche von 5,1 ha.

## Flora und Fauna
Im Schutzgebiet und den angrenzenden Gebietsflächen wurde eine artenreiche Flora und Fauna beobachtet darunter seltene und streng geschützte Arten. Unter der Gehölzdecke des Kieferndickichtes und in kleinen Lichtungen wurden die lebensraumtypischen Hochmoorpflanzen wie die Rauschbeere (Vaccinium uliginosum), das Scheiden-Wollgras (Eriophorum vaginatum), die Rosmarinheide (Andromeda polifolia) und die Gewöhnliche Moosbeere (Vaccinium oxycoccos) aufgezeichnet.

### Flora
An vorkommenden Pflanzenarten wurden die vom Aussterben bedrohte Kleinfrüchtige Moosbeere (Vaccinium microcarpum) an zwei Fundstellen, die Bergkiefer (Pinus mugo), die Echte Arnika (Arnica montana), das eher zierliche Torfmoos Sphagnum angustifolium, das Trügerische Torfmoos (Sphagnum fallax), das Sumpf-Torfmoos (Sphagnum palustre) die Torfmoose Sphagnum fuscum, Sphagnum magellanicum, Sphagnum riparium und Sphagnum russowii, der Wiesen-Wachtelweizen (Melampyrum pratense), die Preiselbeere (Vaccinium vitis-idaea), die Heidelbeere (Vaccinium myrtillus), die Blutwurz (Potentilla erecta), die Zarte Binse (Juncus tenuis), das Blaue Pfeifengras (Molinia caerulea), der Große Rohrkolben (Typha latifolia), der Rundblättrige Sonnentau (Drosera rotundifolia), die Kröten-Binse (Juncus bufonius), die Wald-Engelwurz (Angelica sylvestris), die Flatter-Binse (Juncus effusus), die Gemeine Fichte (Picea abies), der Wald-Geißbart (Aruncus dioicus), die Wald-Soldanelle (Soldanella montana) und die Wiesen-Platterbse (Lathyrus pratensis) dokumentiert.

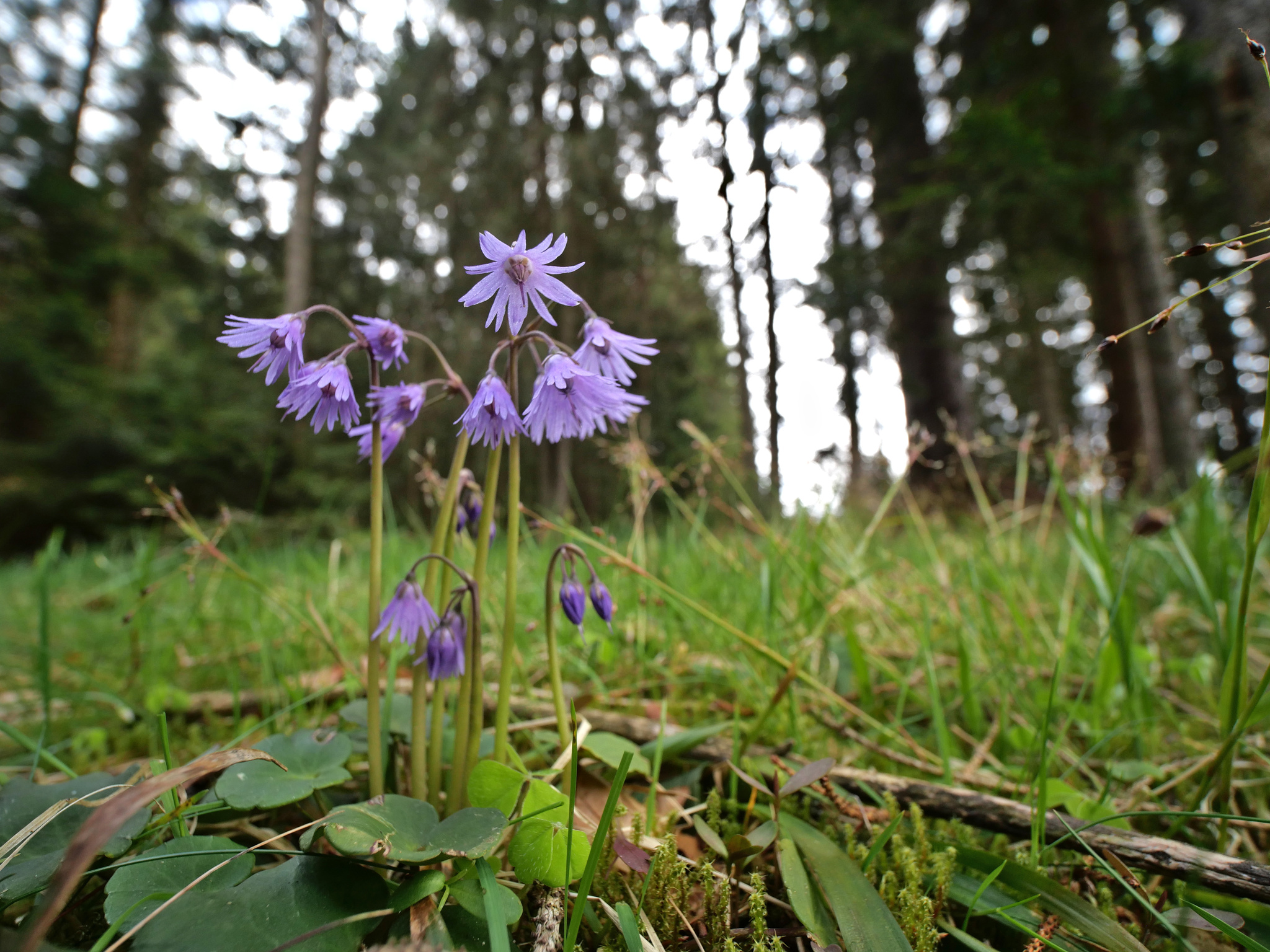
Wald-Soldanelle (Beispielfoto)
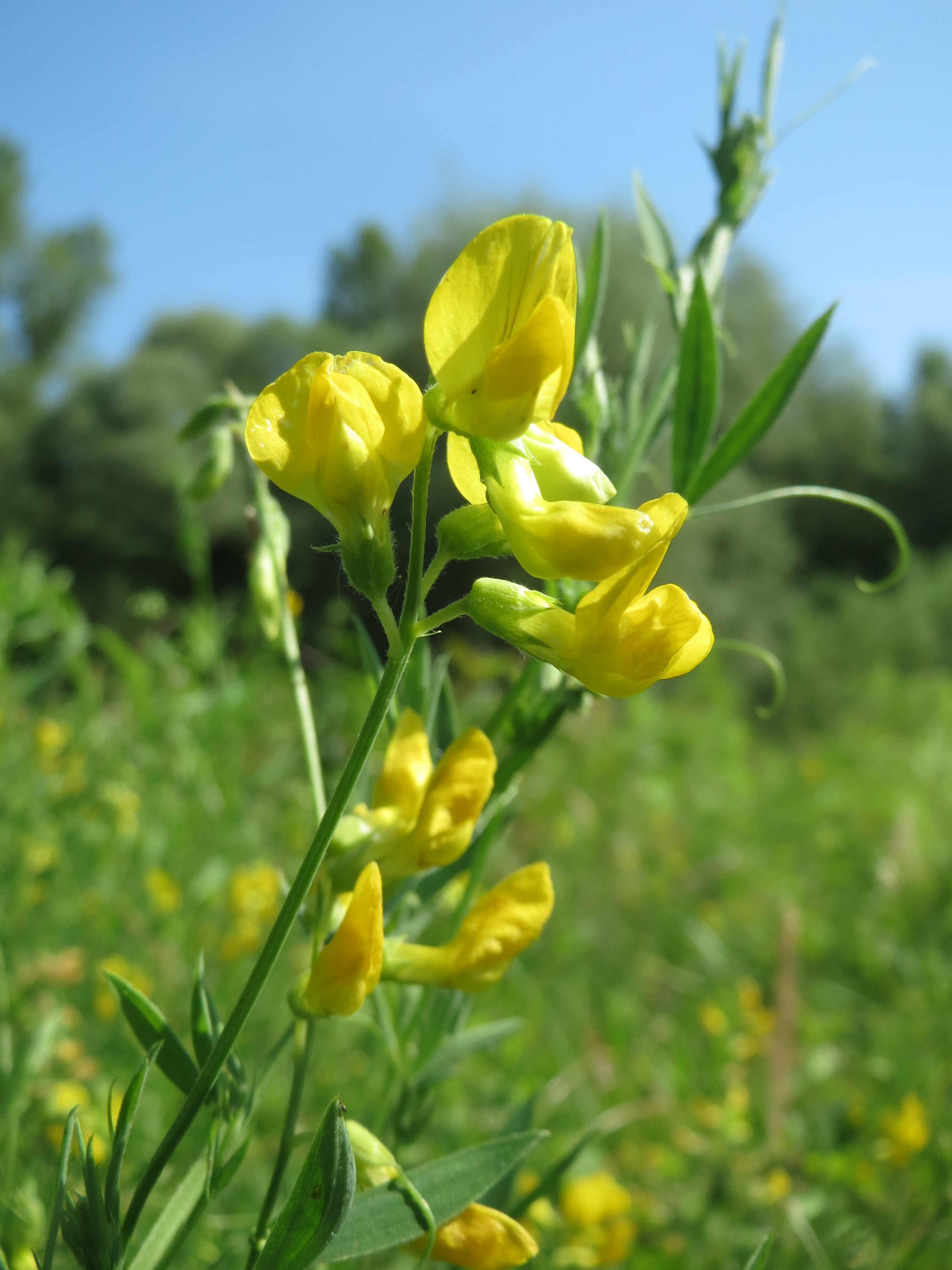
Wiesen-Platterbse (Beispielfoto)

### Fauna
Eine kleine Auswahl der vorkommenden Tierarten sind der Kleine Schmalbock (Stenurella melanura), die Mistbiene (Eristalis tenax), die Große Torf-Schwebfliege (Sericomyia silentis), der Braune Waldvogel (Aphantopus hyperantus), das Landkärtchen (Araschnia levana), der Admiral (Vanessa atalanta), der Hochmoor-Bläuling (Agriades optilete), die Frühe Adonislibelle (Pyrrhosoma nymphula), der Kaisermantel (Argynnis paphia), der Wachtelweizen-Scheckenfalter (Melitaea athalia), der Weiße Waldportier (Brintesia circe), die Gemeine Waldschwebfliege (Volucella pellucens), der Milchfleck (Erebia ligea), die Zweigestreifte Quelljungfer (Cordulegaster boltonii) und die Schwarze Heidelibelle (Sympetrum danae).
Bei den Vogelarten wurden beispielhaft die Stockente (Anas platyrhynchos), der Fichtenkreuzschnabel (Loxia curvirostra), die Tannenmeise (Periparus ater), das Wintergoldhähnchen (Regulus regulus), der Waldbaumläufer (Certhia familiaris), der Schwarzspecht (Dryocopus martius), und die Weidenmeise (Poecile montanus) beobachtet.
Daneben wurden beispielhaft die Kreuzotter (Vipera berus), der Grasfrosch (Rana temporaria), die Waldeidechse (Zootoca vivipara), der Europäische Biber (Castor fiber), das Eurasische Eichhörnchen (Sciurus vulgaris) und der Gemeine Gebirgsweberknecht (Mitopus morio) aufgezeichnet.

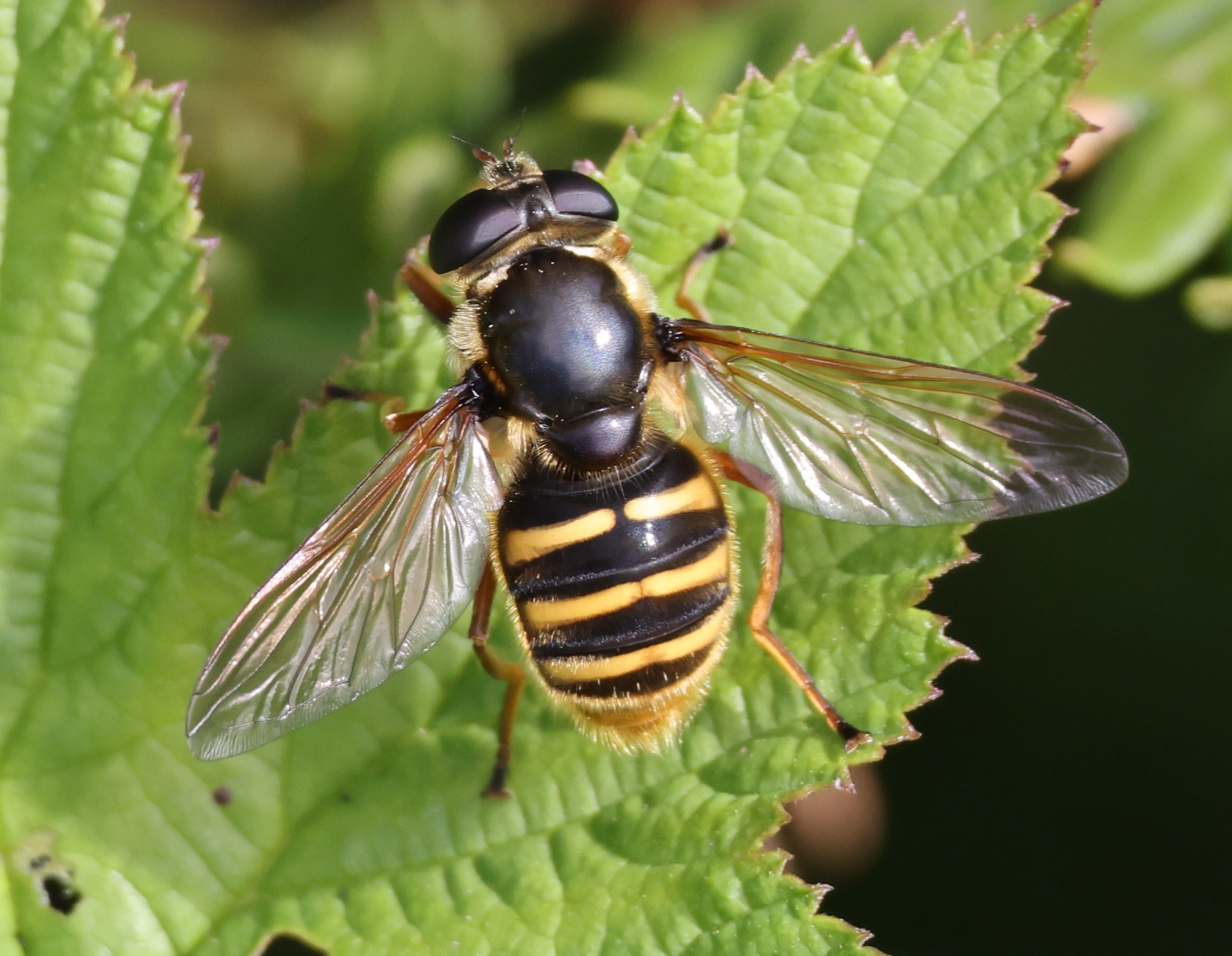
Große Torf-Schwebfliege oder Gelbband-Torfschwebfliege (Beispielfoto)
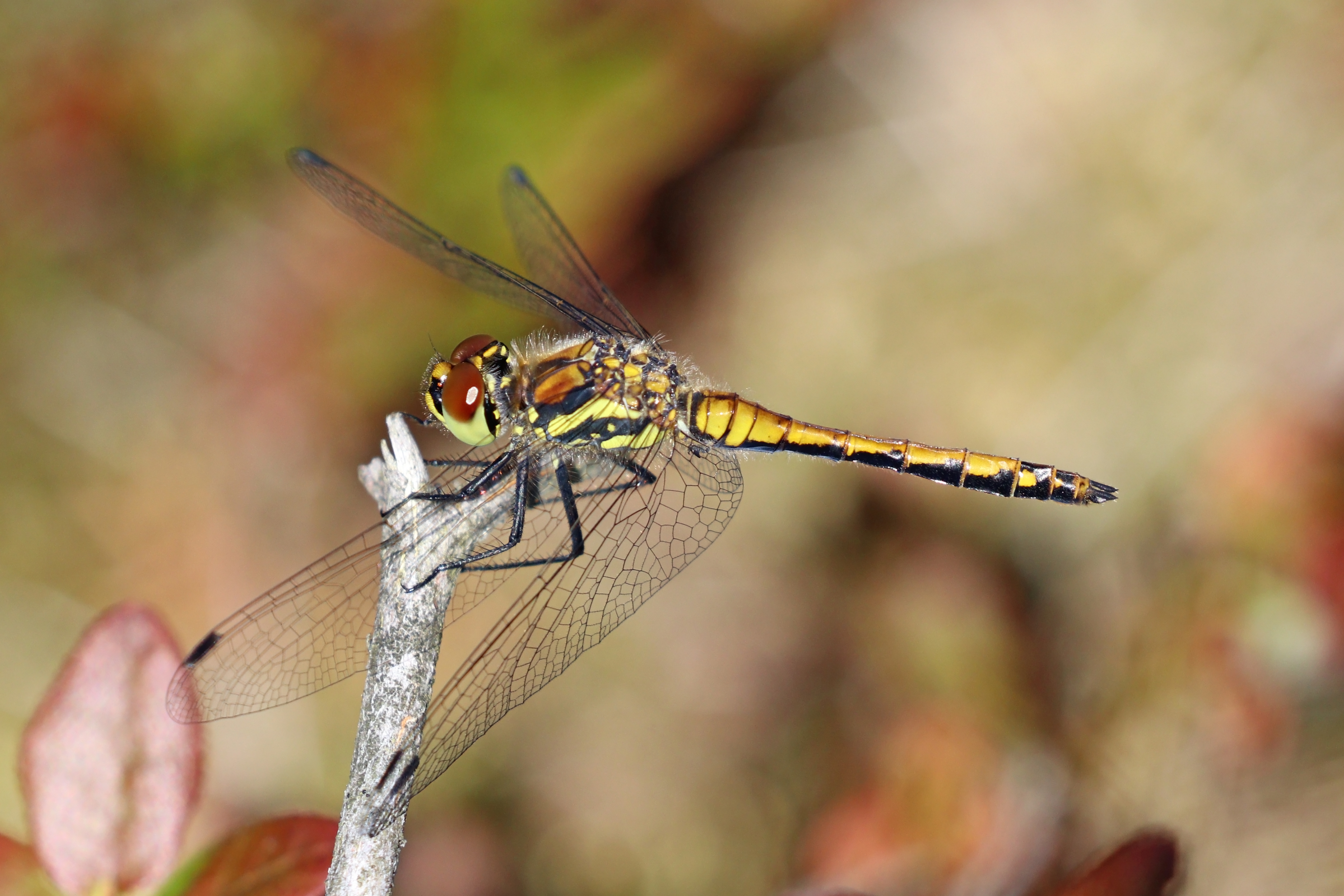
Schwarze Heidelibelle, Weibchen (Beispielfoto)

## Gefährdung
Für das Tanner Moor wurden folgende Beeinträchtigungen in den verschiedenen Biotopflächen festgestellt:
Die Entwässerung von 43 Biotopflächen, Vorkommen von nicht standortgerechten Gehölzarten auf 13 Biotopflächen, Kahlschlag und Abholzung von Kiefern und Latschen auf sieben Biotopflächen, zunehmende Verbuschung durch Gehölzaufwuchs und Verdrängung der lebensraumtypischen Arten auf drei Biotopflächen und Beeinträchtigungen mit Schäden durch Tritt, Lagern und Sammeln durch menschlichen Einfluss auf drei Biotopflächen. Geringe Gefährdungen gehen von der Jagd und dem angepassten Individualtourismus auf den ausgewiesenen Wegen aus.

## Touristische Erschließung
Durch das Tanner Moor führt ein als Knüppelweg ausgeführter Moorlehrpfad vom Rubner Teich über Stege und Brücken zwischen den Latschen zu einem Hochstand mitten im südlichen Teil des Latschenfilzes. Über die Lehrmüller-Mauer, einem aufragenden Felsriegel aus Granit, führt der Weg zum Rubner Teich zurück. Der Weg wird durch die Gemeinde Liebenau betreut, es finden Moorführungen statt.

### Rubner Teich
Durch einen kleinen Damm entstand der Rubner Teich (auch Rubener Teich, Lage) mit seinem schwarz-roten Moorwasser. Der kleine See lieferte früher das Wasser zur jährlichen Holzschwemmung. Der Teich ist nicht Teil des Tanner Moores und steht nicht unter Naturschutz.

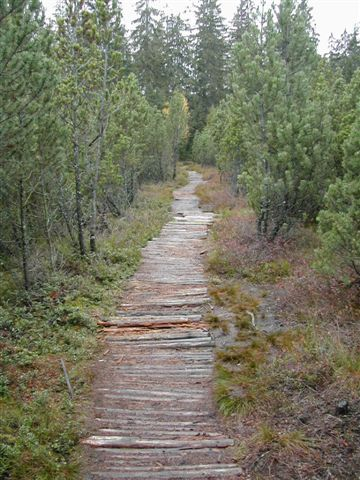
Moorwanderweg im Tanner Moor
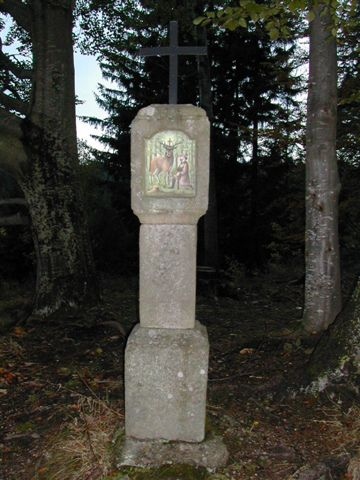
Bildstock am Rubner Teich
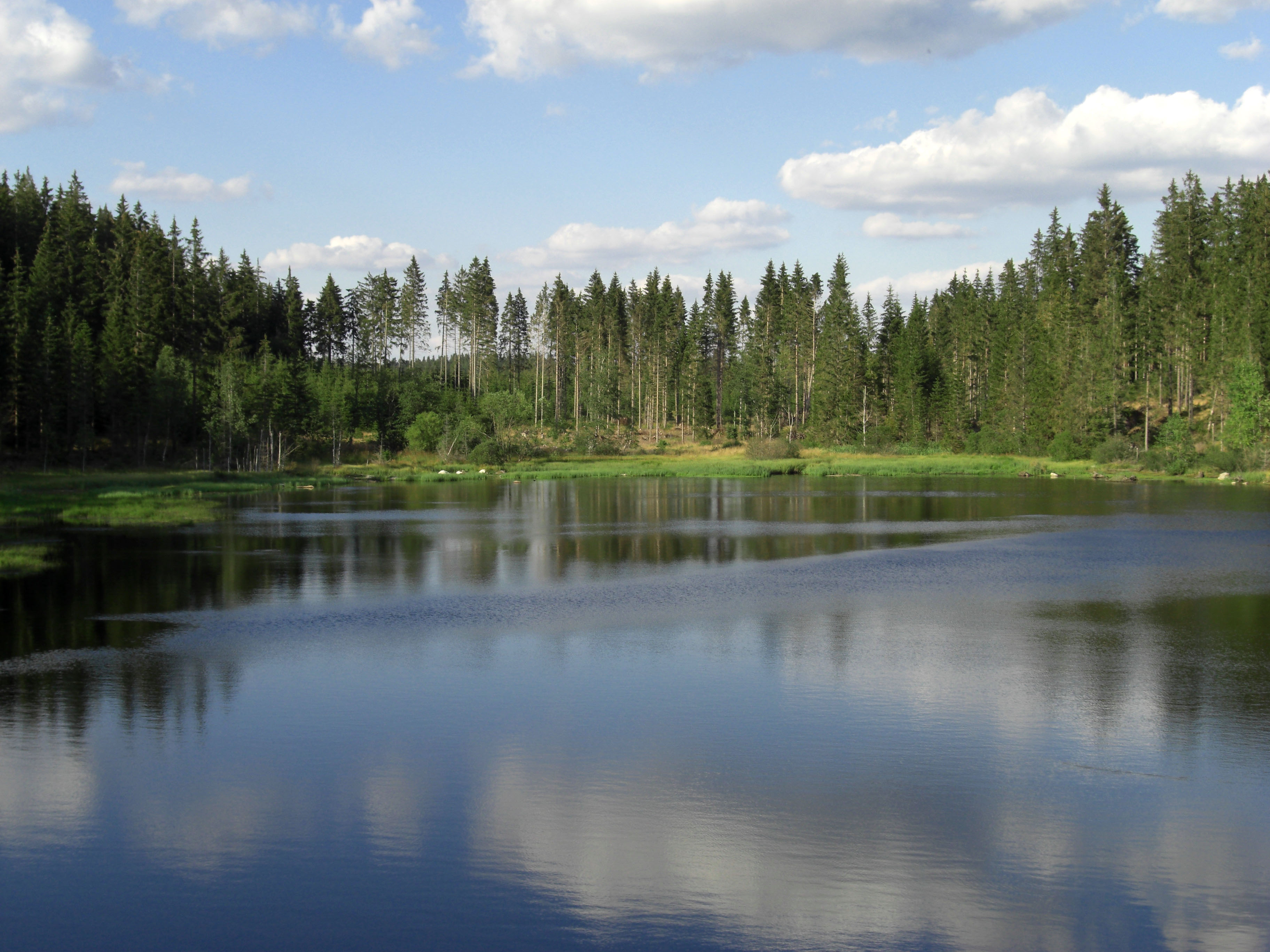
Der Rubner Teich im Tanner Moor